# Campionati del mondo di atletica leggera 2011 - 400 metri piani femminili
I 400 metri piani femminili ai campionati del mondo di atletica leggera 2011 si sono tenuti dal 27 al 29 agosto.

## Programma orario
| Date      | Time  | Round      |
| --------- | ----- | ---------- |
| 27 agosto | 20:05 | Batterie   |
| 28 agosto | 18:55 | Semifinali |
| 29 agosto | 21:05 | Finale     |

## Risultati

### Batterie
Si qualificano in semifinale le prime 4 di ogni batteria e i 4 migliori tempi.
| Pos. | Batteria | Nome                     | Nazione            | Tempo   | Note  |
| ---- | -------- | ------------------------ | ------------------ | ------- | ----- |
| 1    | 4        | Amantle Montsho          | Botswana           | 50.95   | Q     |
| 2    | 1        | Novlene Williams-Mills   | Giamaica           | 51.30   | Q     |
| 3    | 2        | Antonina Yefremova       | Ucraina            | 51.35   | Q     |
| 4    | 5        | Sanya Richards-Ross      | Stati Uniti        | 51.37   | Q     |
| 5    | 3        | Rosemarie Whyte          | Giamaica           | 51.38   | Q     |
| 6    | 2        | Anastasija Kapačinskaja  | Russia             | 51.43   | Q     |
| 7    | 1        | Allyson Felix            | Stati Uniti        | 51.45   | Q     |
| 8    | 3        | Antonina Krivošapka      | Russia             | 51.52   | Q     |
| 9    | 5        | Shericka Williams        | Giamaica           | 51.66   | Q     |
| 10   | 3        | Natalija Pyhyda          | Ucraina            | 51.67   | Q     |
| 11   | 1        | Joanne Cuddihy           | Irlanda            | 51.82   | Q, SB |
| 12   | 1        | Marta Milani             | Italia             | 51.94   | Q, SB |
| 13   | 1        | Geisa Coutinho           | Brasile            | 52.15   | q     |
| 14   | 4        | Francena McCorory        | Stati Uniti        | 52.18   | Q     |
| 15   | 2        | Ndeye Fatou Soumah       | Senegal            | 52.23   | Q     |
| 15   | 3        | Fantu Magiso             | Etiopia            | 52.23   | Q     |
| 17   | 5        | Moa Hjelmer              | Svezia             | 52.26   | Q     |
| 18   | 2        | Jessica Beard            | Stati Uniti        | 52.40   | Q     |
| 19   | 5        | Denisa Rosolová          | Rep. Ceca          | 52.51   | Q     |
| 20   | 5        | Nicola Sanders           | Gran Bretagna      | 52.65   | q     |
| 21   | 4        | Lee McConnell            | Gran Bretagna      | 52.75   | Q     |
| 22   | 4        | Maris Mägi               | Estonia            | 52.93   | Q     |
| 23   | 4        | Norma González           | Colombia           | 53.35   | q     |
| 24   | 3        | Racheal Nachula          | Zambia             | 53.49   | q, SB |
| 25   | 1        | Pınar Saka               | Turchia            | 53.59   |       |
| 25   | 2        | Aliann Pompey            | Guyana             | 53.59   |       |
| 27   | 4        | Aymée Martínez           | Cuba               | 53.67   |       |
| 28   | 3        | Daisurami Bonne          | Cuba               | 53.69   |       |
| 29   | 2        | Tjipekapora Herunga      | Namibia            | 54.08   |       |
| 30   | 5        | Kseniya Karandyuk        | Ucraina            | 54.10   |       |
| 31   | 4        | Ambwene Simukonda        | Malawi             | 54.81   |       |
| 32   | 2        | Alaa Hikmat Al-Qaysi     | Iraq               | 55.62   |       |
| 33   | 5        | Betty Burua              | Papua Nuova Guinea | 56.98   |       |
| 34   | 1        | Graciela Martins         | Guinea-Bissau      | 58.22   | PB    |
| 35   | 1        | Sandrine Thiébaud-Kangni | Togo               | 59.68   |       |
| 36   | 3        | Evodie Lydie Saramandji  | Rep. Centrafricana | 1:05.10 | SB    |
|      | 3        | Christine Ohuruogu       | Gran Bretagna      | DSQ     |       |

### Semifinali
Si qualificano in finale le prime 2 di ogni semifinale (Q) e i 2 tempi migliori (q).
| Pos. | Semifinale | Nome                    | Nazione       | Tempo | Note  |
| ---- | ---------- | ----------------------- | ------------- | ----- | ----- |
| 1    | 3          | Amantle Montsho         | Botswana      | 50.13 | Q     |
| 2    | 2          | Francena McCorory       | Stati Uniti   | 50.24 | Q, PB |
| 3    | 1          | Allyson Felix           | Stati Uniti   | 50.36 | Q     |
| 4    | 3          | Anastasija Kapačinskaja | Russia        | 50.41 | Q     |
| 5    | 2          | Shericka Williams       | Giamaica      | 50.46 | Q, SB |
| 6    | 1          | Novlene Williams-Mills  | Giamaica      | 50.48 | Q     |
| 7    | 1          | Antonina Krivošapka     | Russia        | 50.55 | q     |
| 8    | 2          | Sanya Richards-Ross     | Stati Uniti   | 50.66 | q     |
| 9    | 2          | Antonina Yefremova      | Ucraina       | 50.88 |       |
| 10   | 3          | Rosemarie Whyte         | Giamaica      | 50.90 |       |
| 11   | 3          | Jessica Beard           | Stati Uniti   | 51.27 |       |
| 12   | 1          | Natalija Pyhyda         | Ucraina       | 51.61 |       |
| 13   | 2          | Marta Milani            | Italia        | 51.86 | PB    |
| 14   | 2          | Geisa Coutinho          | Brasile       | 51.87 |       |
| 15   | 2          | Lee McConnell           | Gran Bretagna | 51.97 |       |
| 16   | 3          | Ndeye Fatou Soumah      | Senegal       | 52.10 |       |
| 17   | 2          | Norma González          | Colombia      | 52.29 |       |
| 18   | 1          | Moa Hjelmer             | Svezia        | 52.35 |       |
| 19   | 1          | Nicola Sanders          | Gran Bretagna | 52.47 |       |
| 20   | 3          | Denisa Rosolová         | Rep. Ceca     | 52.53 |       |
| 21   | 1          | Maris Mägi              | Estonia       | 53.27 |       |
| 22   | 3          | Racheal Nachula         | Zambia        | 53.30 | SB    |
| 23   | 1          | Fantu Magiso            | Etiopia       | 53.41 |       |
|      | 3          | Joanne Cuddihy          | Irlanda       | DSQ   |       |

### Finale
| Pos. | Corsia | Nome                   | Nazione     | Tempo | Note |
| ---- | ------ | ---------------------- | ----------- | ----- | ---- |
| 1    | 4      | Amantle Montsho        | Botswana    | 49.56 | NR   |
| 2    | 3      | Allyson Felix          | Stati Uniti | 49.59 | PB   |
| 3    | 5      | Francena McCorory      | Stati Uniti | 50.45 |      |
| 4    | 2      | Antonina Krivošapka    | Russia      | 50.66 |      |
| 5    | 7      | Shericka Williams      | Giamaica    | 50.79 |      |
| 6    | 1      | Sanya Richards-Ross    | Stati Uniti | 51.32 |      |
| 7    | 8      | Novlene Williams-Mills | Giamaica    | 52.89 |      |